# George Newnes
Sir George Newnes, 1st Baronet (13 de març de 1851 – 9 de juny de 1910) va ser un editor i polític anglès.
El seu pare, Thomas Mold Newnes, va ser un clergue de la Congregational church a la Capella Glenorchy de Matlock. George Newnes nasqué a Matlock Bath, Derbyshire, i va ser educat a la Silcoates School i posteriorment a la Shireland Hall, Warwickshire, i a la City of London School. El 1875, es va casar amb Priscilla Hillyard.
Va iniciar la seva carrera d'editor el 1881 quan fundà Tit-Bits com a resposta als nous lectors per l'Elementary Education Act 1870 la qual introduí l'educació per a les edats de 5–12 anys.
Cap 1899 va esdevenir l'espònsor principal de la Southern Cross Expedition a l'Antàrtida; part de la seva contribució va ser la compra d'una càmera de cinema d'Arthur S. Newman, qui més tard subministraria càmeres similars al Herbert Ponting de la Terra Nova Expedition del Capità Scott (1910-3) al fotògraf John Baptist Lucius Noel,de l'expedició al Mont Everest de 1924.